# Донченко, Александр Семёнович
Александр Семёнович Донченко (род.1939) — советский и российский учёный, доктор ветеринарных наук, профессор (1990), академик РАСХН (2005), заслуженный деятель науки Российской Федерации (1998), директор Института экспериментальной ветеринарии Сибири и Дальнего Востока (1996), вице-президент РАСХН, председатель СО РАСХН (2005).

## Биография
Родился 25 июня 1939 года в Чите (Читинская область, РСФСР).
- 1965 — окончил Алма-Атинский зооветеринарный институт
- 1971 — директор Гурьевской научно-исследовательской ветеринарной станции
- 1976 — старший научный сотрудник Казахского научно-исследовательского ветеринарного института.
- 1979 — заведующий лабораторией туберкулеза животных Института экспериментальной ветеринарии Сибири и Дальнего Востока
- 1988 — заместитель директора по научной работе
- 1990 — защитил докторскую диссертацию «Туберкулёз крупного рогатого скота, верблюдов и овец» (доктор ветеринарных наук)
- 1990 — профессор
- 1996 — по март 2012 — директор Института экспериментальной ветеринарии Сибири и Дальнего Востока (Новосибирск)
- 1997 — заместитель председателя СО РАСХН по научной работе, член Президиума СО РАСХН
- 1997 — заведующий кафедрой эпизоотологии Новосибирского государственного аграрного университета
- 2005 — избран академиком РАСХН и председателем Сибирского отделения Россельхозакадемии

## Труды
Автор около 500 научных трудов, в том числе 53 книг, брошюр и методических рекомендаций, из них 6 монографий и 2 справочника. Имеет 5 авторских свидетельств и патентов на изобретения(?). Создатель технологий, систем, ветеринарных диагностикумов и препаратов для профилактики и ликвидации распространенных в Сибири и за её пределами хронических инфекций сельскохозяйственных животных.
- Справочник животновода-арендатора по ветеринарии / Соавт.: С. И. Джупина и др.; Ин-т эксперим. ветеринарии Сибири и Дал. Востока. — Новосибирск, 1991. — 103 с.
- Туберкулез крупного рогатого скота, верблюдов, яков овец и пантовых оленей / Соавт.: В. Н. Донченко; Ин-т эксперим. ветеринарии Сибири и Дал. Востока. — Новосибирск, 1994. — 353 с.
- Новейшие противопаразитарные средства: Справ. / Соавт.: Б. Бямбаа и др.; Н.-и. вет. ин-т Монголии, Ин-т эксперим. ветеринарии Сибири и Дал. Востока. — Улан-Батор, 1998. — 75 с.
- Противоэпизоотические мероприятия при туберкулезе и бруцеллезе крупного рогатого скота, желудочно-кишечных и респираторных болезнях телят и поросят в Республике Бурятия / Соавт.: В. П. Левченко и др.; Бурят. гос. с.-х. акад., Ин-т эксперим. ветеринарии Сибири и Дал. Востока. — Улан-Удэ, 1998. — 22 с.
- Справочник по особо опасным болезням животных. Покров, Новосибирск, 2002. — 160 с.
- Система ведения крестьянских (фермерских) и личных подсобных хозяйств Сибири. Методические рекомендации. СО РАСХН, Новосибирск, 2004. — 133 с.
- Диагностика туберкулеза крупного рогатого скота. РАСХН. Всероссийский ин-т экспериментальной ветеринарии, РАСХН. Сиб. отделение ИЭВСиДВ, Новосибирский ГАУ. — Новосибирск, 2004. — 308 с.
- Основы общей и прикладной ветеринарной паразитологии // ГАУ, РАСХН. — Сиб. отделение, ГНУ ИЭВСиДВ, ГНУ ВНИИ гельминтологи и др. — Новосибирск, 2004. — 1044 с.

## Награды и признание
- Орден «За заслуги перед Отечеством» IV степени (2008)[2]
- Орден Почёта (2002)[3]
- Депутат Новосибирского областного Совета (1999—2002 и переизбран в 2005)
- Медали «За освоение целинных и залежных земель» (1957, 2005), «Ветеран труда» (1985)
- Медаль «За заслуги во имя созидания» (Алтайский край, 22 июня 2014) — за многолетнюю плодотворную деятельность и большой личный вклад в развитие науки
- Золотая медаль имени С. Л. Вышелесского (2002)
- Медаль имени Т. С. Мальцева (2005)
- Знак «300 лет российской армии» (2003), памятный знак «60 лет битвы за Москву» (2004), «За служение Кузбассу» (2005), юбилейная медаль Республики Тыва (2005)
- Почётная грамота Российской академии наук (23 мая 2024) — за многолетний плодотворный труд на благо сельскохозяйственной науки в области ветеринарной медицины, активную пропаганду результатов научных исследований и в связи с юбилеем
- Академик Россельхозакадемии (2005)
- Заслуженный деятель науки Российской Федерации (1998)
- Академик Казахской академии с.-х. наук (2000)
- Академик Академии с.-х. наук Республики Монголия (1998)